# Zwartoorlijster
De zwartoorlijster (Geokichla camaronensis; synoniem: Zoothera camaronensis) is een zangvogel uit de familie Turdidae (lijsters).

## Verspreiding en leefgebied
Deze soort telt 3 ondersoorten:
- G. c. camaronensis: Kameroen en Gabon.
- G. c. graueri: noordoostelijk Congo-Kinshasa en westelijk Oeganda.
- G. c. kibalensis: Kibalewouden (westelijk Oeganda).